# Themistoclesia
Themistoclesia je rod rostlin z čeledi vřesovcovité. Zahrnuje celkem 33 druhů a je rozšířen v tropické Americe od Kostariky po Bolívii.

## Druhy
- Themistoclesia alata
- Themistoclesia anfracta
- Themistoclesia buxifolia
- Themistoclesia campii
- Themistoclesia caudata
- Themistoclesia compacta
- Themistoclesia compta